# 朝倉在重 (石見守)
朝倉 在重（あさくら ありしげ）は、江戸時代前期の旗本。通称は仁左衛門。名乗りは石見守。朝倉 石見守（あさくら いわみのかみ）として知られる。

## 来歴
父は同名の朝倉河内守在重。兄は徳川忠長の御附家老だった朝倉宣正。この宣正の子であるとする説もある。
はじめ徳川秀忠に仕えて書院番士となる。のち膳番に転じ、大坂夏の陣では親族の牧野忠成に従い出陣、寛永2年（1625年）7月、500石に加増されて目付に昇進した。寛永7年（1630年）には使番で1000石と順調に昇進を重ね、寛永9年（1632年）に加藤忠広が改易された際には八代城受け渡しの大役を任され、新たに熊本藩主となった細川忠利の家臣・有吉立道にこれを無事引き渡している。
寛永10年（1633年）には2000石に加増され、寛永16年（1639年）に江戸北町奉行に任じられた。寛永18年（1641年）には、本来は3000石以上の大身旗本にのみ許される守名乗りを特に許されて石見守を称す。寛永19年（1642年）には幕閣の一員として、駿河田中藩主松平忠晴に対し飢饉対策を講じるよう命じた沙汰書に老中・松平信綱らと連署している。
慶安3年（1650年）11月19日、在職のまま死去、享年68。墓所は四谷の全勝寺。法名は要玄院的翁松瑞。家督は嫡男の重成が継いだ。

## 系譜
- 父：朝倉在重（1545年 - 1615年） - 河内守
- 母：末高正長[1]の娘
- 室：越後長岡藩牧野家家臣 牧野五郎兵衛の娘
  - 嫡男：朝倉重成（1615年 - 1676年）
  - 女子：旗本牧野儀成室
  - 女子：兼松正尾室 - 正尾は兼松正吉の孫
  - 女子：塚原十左衛門室
  - 次男：朝倉重興 （？ - 1677年）- 重朝。旗本廩米2百俵。のち2百石および1百俵。室は旗本井出正陳の娘
  - 三男：朝倉重利（1634年 - 1659年） - 旗本3百俵。8歳で将軍世子であった徳川家綱の御小姓となった。
  - 女子：松平忠行室
  - 女子：大生市左衛門（土井利房家臣）室
  - 女子：岡田庄九郎室
  - 女子：藤波伊兵衛室